# Љубав, навика, паника (2. сезона)
Друга сезона ТВ серије Љубав, навика, паника премијерно је емитована од 9. октобра 2005. до 19. фебруара 2006. године и броји 20 епизода.

## Улоге

### Главне
- Сека Саблић као Вера Милићевић
- Никола Симић као Михајло „Мића” Милићевић
- Зијах Соколовић као господин Јовановић
- Марија Каран као Маја Милићевић
- Мирка Васиљевић као Јања Милићевић

### Епизодне
- Љиљана Стјепановић као Кића
- Весна Тривалић као Смиљка
- Марко Николић као Ђоле
- Горица Поповић као разредна Алимпијевић
- Нада Мацанковић као Маца
- Јелица Сретеновић као Јулијана

### Гостујуће
- Иван Зарић као Киле
- Милан Миличић као Никола
- Бојана Николић као другарица
- Каменко Катић као он лично
- Милан Калинић као Растко
- Борис Пинговић као пијанац
- Божидар Стошић као Ханц
- Ружица Сокић као Ханцова супруга
- Неша Ристић као Мићин шеф
- Тања Пјевац као Оља
- Драгомир Чумић као Драгољуб
- Миодраг Фишековић као Миодраг
- Драгана Катић као Лили
- Сека Алексић као Врела Нела
- Мирољуб Турајлија као Роки Станић
- Бранко Јеринић као Бора
- Радован Миљанић као Лаки
- Јелена Бачић Алимпић као она лично (водитељка)
- Младен Андрејевић као хомосексуалац
- Миленко Павлов као Илић
- Срђан Ивановић као Драгиша
- Милош Ђуричић као Дракче
- Марко Живић као Спира
- Ненад Маричић као асистент Зарић
- Јасна Ђуричић као наставница биологије
- Жижа Стојановић као госпођа Марковић
- Бода Нинковић као Гиле
- Александар Хрњаковић као Радован
- Мики Дамјановић као Радиша
- Лепомир Ивковић као господин
- Соња Кнежевић као госпођа

## Епизоде
| Бр. еп. (укупно) | Бр. еп. (у сезони) | Наслов                                | Редитељ          | Сценариста       | Премијера          |
| --- | ------------------ | ------------------------------------- | ---------------- | ---------------- | ------------------ |
| 19 | 1                  | Где ћемо на летовање                  | Слободан Шуљагић | Небојша Ромчевић | 9. октобар 2005.   |
| Породица покушава да се усагласи где да иду на летовање. Јања сазнаје да неко хоће да јој преотме дечка. Мића покушава да прода свој аутомобил Јовановићу.                                                                      |                    |                                       |                  |                  |                    |
| 20 | 2                  | Јањин тајни обожаваоц                 | Слободан Шуљагић | Небојша Ромчевић | 16. октобар 2005.  |
| Маја и Маца се враћају из Грчке, где је Маја нашла дечка. Вера се запошљава као „Драга Савета”. Јањи шаље цвеће мистериозни удварач. Јовановић и Смиљка стално мењају мишљење око тога да ли желе брак.                         |                    |                                       |                  |                  |                    |
| 21 | 3                  | Маја и Јања издржавају породицу       | Слободан Шуљагић | Небојша Ромчевић | 23. октобар 2005.  |
| Финансијска криза мучи Веру и Мићу, па Јања и Маја крећу у пословни подухват. |                    |                                       |                  |                  |                    |
| 22 | 4                  | Журка интелектуалаца                  | Слободан Шуљагић | Небојша Ромчевић | 30. октобар 2005.  |
| Мајин нови дечко мува Јању. Вера приређује журку како би доказала Мићи да има много утицајних пријатеља. Смиљка не може да стане са радом, јер Јовановић стално жели секс.                                                      |                    |                                       |                  |                  |                    |
| 23 | 5                  | Нове комшије Швајцарци                | Слободан Шуљагић | Небојша Ромчевић | 6. новембар 2005.  |
| Нове комшије из Швајцарске, за које Јовановић сумња да су шпијуни, врше тиранију над Мићом и Вером. Јања добија на кладионици, али постаје параноична и сумњичава да свако жели да јој украде новац. Маја креће на курс масаже. |                    |                                       |                  |                  |                    |
| 24 | 6                  | Оља шефица рачуноводства              | Слободан Шуљагић | Небојша Ромчевић | 13. новембар 2005. |
| Мића пада на заносну колегиницу, која користи његова осећања како би се попела на корпоративној лествици. |                    |                                       |                  |                  |                    |
| 25 | 7                  | Такмичење из математике               | Слободан Шуљагић | Небојша Ромчевић | 20. новембар 2005. |
| Мића и Вера воде рат смицалица. Мају прогања нежељени удварач. Јања полуди око такмичења из математике. Јовановић почиње да се коцка са осмацима након што га жена оставља.                                                     |                    |                                       |                  |                  |                    |
| 26 | 8                  | Лука иде у центар за талентовану децу | Слободан Шуљагић | Небојша Ромчевић | 27. новембар 2005. |
| Јања је љубоморна након што Лука одлази у центар за талентоване ученике на месец дана. У међувремену, Мића се придружује сајту за упознавање.                                                                                   |                    |                                       |                  |                  |                    |
| 27 | 9                  | Депресивни Мића и Вера                | Слободан Шуљагић | Небојша Ромчевић | 4. децембар 2005.  |
| Мајине и Јањине покушаје да оживе сексуални живот својих родитеља, Вера и Мића схватају погрешно и обоје мисле да овај други жели да га убије.                                                                                  |                    |                                       |                  |                  |                    |
| 28 | 10                 | Врела Нела                            | Слободан Шуљагић | Небојша Ромчевић | 11. децембар 2005. |
| Јања помаже Маци да се освети фолк певачици која јој је преотела дечка. Мићине покушаје да шпијунира шефа његове колеге погрешно схватају као побуну. Смиљка се враћа Јовановићу. Веру мучи несташица воде.                     |                    |                                       |                  |                  |                    |
| 29 | 11                 | Fashion Freak                         | Слободан Шуљагић | Небојша Ромчевић | 18. децембар 2005. |
| Мића се мучи да дође до карата за модну ревију на коју Маја хоће да иде. Јања се побуни против Вере након што је Вера оговара код Јовановића, који је одлучио да има децу.                                                      |                    |                                       |                  |                  |                    |
| 30 | 12                 | Купац и Кићин рођак                   | Слободан Шуљагић | Небојша Ромчевић | 25. децембар 2005. |
| Два госта стижу у стан — један је Верин пацијент, патолошки лажов, а други је Мићин пословни сарадник, милионер. Пошто стижу истовремено, породица их помеша.                                                                   |                    |                                       |                  |                  |                    |
| 31 | 13                 | Смиљка као привремени гост            | Слободан Шуљагић | Небојша Ромчевић | 1. јануар 2006.    |
| Након свађе са Јовановићем, Смиљка се сели код Вере и Миће у стан. Међутим, Вера брзо постаје љубоморна на Смиљкине изузетне вештине домаћице.                                                                                  |                    |                                       |                  |                  |                    |
| 32 | 14                 | Удаја Маје                            | Слободан Шуљагић | Небојша Ромчевић | 8. јануар 2006.    |
| Вера одлучује да уда Мају за Кићиног братанца, а Смиљка и Јовановић се заљубљују у друге људе. |                    |                                       |                  |                  |                    |
| 33 | 15                 | Извињење за беспотребни шамар         | Слободан Шуљагић | Небојша Ромчевић | 15. јануар 2006.   |
| У афекту, Вера лупи Јањи шамар по први пут у животу и онда покушава да јој се искупи. Маја и Маца се посвађају јер им се свиђа исти дечко.                                                                                      |                    |                                       |                  |                  |                    |
| 34 | 16                 | Породична туча као оправдање          | Слободан Шуљагић | Небојша Ромчевић | 22. јануар 2006.   |
| Како би се оправдала што је побегла са часа биологије јер није учила за контролни, Јања говори наставници да су јој родитељи насилни алкохоличари.                                                                              |                    |                                       |                  |                  |                    |
| 35 | 17                 | Избори                                | Слободан Шуљагић | Небојша Ромчевић | 29. јануар 2006.   |
| Мића се кандидује за председника кућног савета. Противкандидат му је Јовановић. |                    |                                       |                  |                  |                    |
| 36 | 18                 | Припрема Радише за женидбу            | Слободан Шуљагић | Небојша Ромчевић | 5. фебруар 2006.   |
| Мића и Вера морају да претворе младића у Дон Жуана или ће изгубити посао. |                    |                                       |                  |                  |                    |
| 37 | 19                 | Мењање станова                        | Слободан Шуљагић | Небојша Ромчевић | 12. фебруар 2006.  |
| Породица угошћава бизнисмена и његовог сина идиота јер се надају да ће се мењати станове са њима. У међувремену, Маја добија тајног дечка који би да се састаје са њом само ноћу, испод мостова.                                |                    |                                       |                  |                  |                    |
| 38 | 20                 | Грешник                               | Слободан Шуљагић | Небојша Ромчевић | 19. фебруар 2006.  |
| Мића се придружује секти након низа малера. Јања покушава да открије ко је крао патике у школској свлачионици. |                    |                                       |                  |                  |                    |